# Спасс (Рыбинский район)
Спасс (Спас, в прошлом Спасское-на Волге) — село в Назаровском сельском округе Назаровского сельского поселения Рыбинского района Ярославской области.

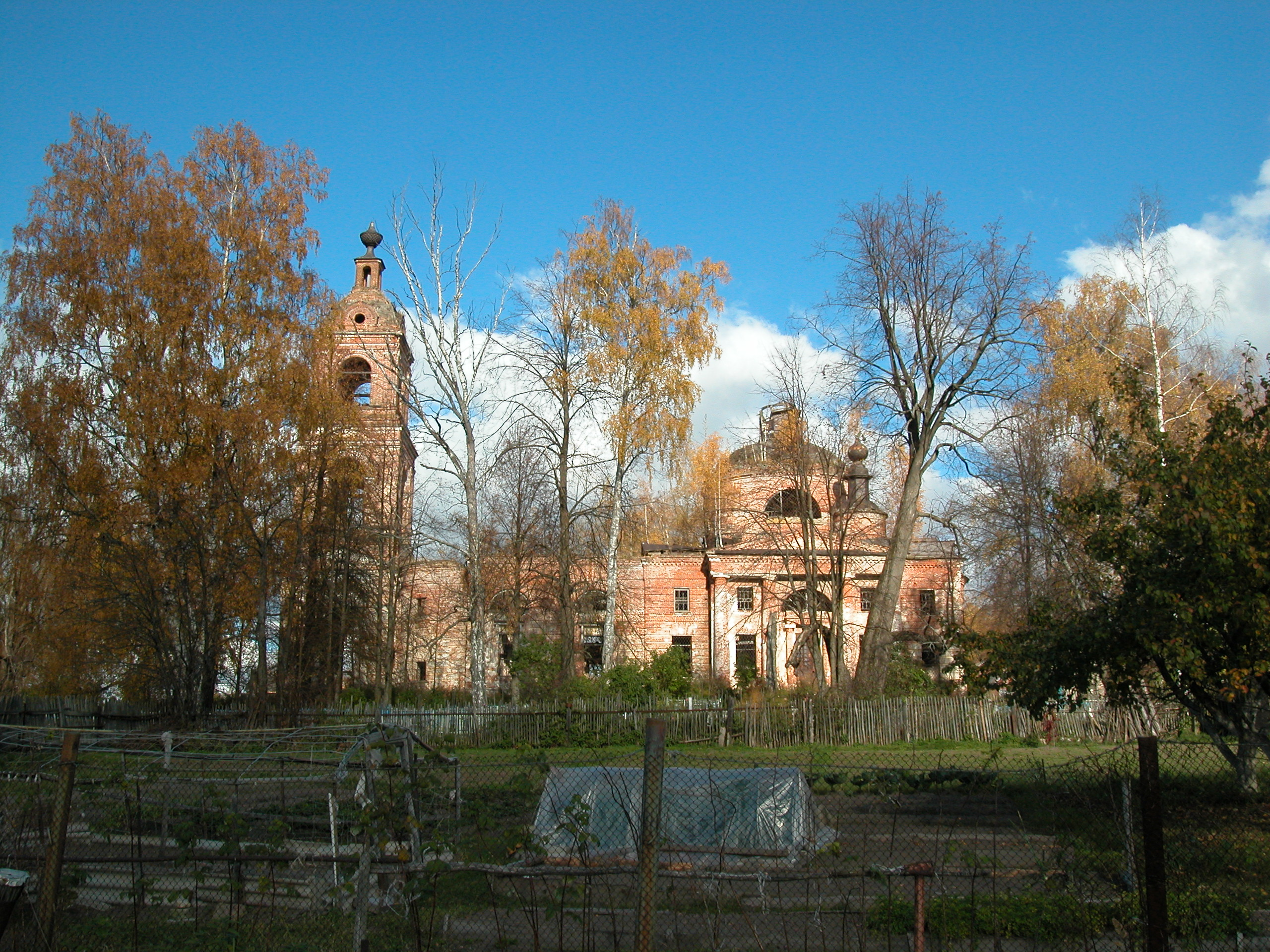
Храм Спаса

В 1861—1917 годах село было центром Спасской волости Рыбинского уезда.
Село расположено с южной, обращенной к Волге стороны дороги, ведущей из Рыбинска в Тутаев по левому берегу реки Волги (Горьковское водохранилище), на удалении около 0,5 км от берега. Между селом и Волгой лежит сосновая роща на песчаном гребне. Эта местность ещё до Октябрьской революции была облюбована для строительства дач состоятельными рыбинскими жителями. При Советской власти в этих дачах обосновались дачи детских садов и пионерские лагеря. До революции и при Советской власти основным видом пассажирского транспорта был водный, напротив села функционировала пристань Горелая гряда, в виде плавучего дебаркадера. После конца Советской власти водный транспорт пришел в упадок из-за стоимости горючего, а качество автомобильной дороги значительно улучшилось, поэтому сейчас единственный регулярный вид транспорта — автобусы. По мере развития промышленности в Рыбинске, массового строительства пионерских лагерей во многих районах, а также из-за загрязнения Волги ниже Рыбинска окрестности села потеряли уникальную привлекательность.
В Спассе строится новый поселок под эгидой НПО «Сатурн» общей площадью более 50 гектар. Планируется объединить Спасс с близлежащей деревней Артюкино. На берегу Волги весной 2015 года начал функционировать Парк-отель Спасское, включающий в себя гостиницу, коттеджи для проживания, банный комплекс и бассейн с СПА-центром. В феврале открыл свои двери гостям ресторан Хлебникофф, предлагающий русскую и европейскую кухни.
Село названо по находящемуся в его центре храму Всемистивого Спаса, памятнике архитектуры 1804—1825, ныне лежащем в руинах. Размеры этого храма, наиболее крупного на левом берегу Волги в Рыбинском уезде говорят о ведущей роли этого села в прошлом. При храме — приходское кладбище, используемое и поныне. Силами прихожан восстановлен прихрамовой дом, с конца февраля 2015 года начались постоянные службы. Церковь восстанавливается.

## Население
| 1859 | 1914 | 2002 | 2007 | 2010 |
| ---- | ---- | ---- | ---- | ---- |
| 117  | ↗137 | ↘31  | ↘25  | ↘21  |

На 1 января 2007 года в селе проживало 25 постоянных жителей. Село служит привлекательным местом для дачного отдыха. Село обслуживает почтовое отделение Назарово. По почтовым данным в селе 5 улиц: Верхняя (40 домов), Дачная (11 домов), Лесная (11 домов), Нижняя (55 домов), Новая (5 домов).